# 오카모토 히사타카
오카모토 히사타카(일본어: 岡本 久敬, 1933년 12월 14일 ~ )는 일본의 전직 축구 선수로 선수 시절 포지션은 공격수였다.

## 선수 시절

### 클럽
간세이 가쿠인 대학 재학 시절 일왕배 2회 우승을 일궈냈으며 이후 대학을 졸업한 뒤 가시와 레이솔에서도 활동했다.

### 국가대표팀
간세이 가쿠인 대학에 재학 중이던 1955년 미얀마와의 친선 경기에서 국제 A매치 데뷔전을 치렀으며 이후 미얀마와의 5번의 A매치 친선 경기에서 1승 3무 1패를 기록했다. 그는 국제 A매치 통산 5경기에 출전했다.

## 통계
| 일본 | 일본 | 일본 |
| 연도 | 출전 | 득점 |
| ---- | ---- | ---- |
| 1955 | 5    | 0    |
| 통산 | 5    | 0    |